# Àlex Crivillé
Alejandro Crivillé Tapias (Seva, Barcelona, España, 4 de marzo de 1970), más conocido como Álex Crivillé, es un expiloto español de motociclismo. Fue dos veces campeón del Campeonato del Mundo de Motociclismo, de 125cc en 1989 y 500cc en 1999 con el Repsol Honda, siendo el primer español en ganar en la categoría reina, también resultó subcampeón en 1996 y tercero en 1998.
En 2016 recibió la medalla MotoGP Legend, pasando a ser miembro del Hall of Fame de la Federación Internacional de Motociclismo (FIM).

## Biografía

### Inicios
Debutó en competición en 1985, pero su nombre empezó a sonar con verdadera fuerza un año después, al ganar el Critérium organizado por la revista Sólo Moto. La estampa de Crivillé a los mandos de su pequeña Honda 75 pintada de blanco y azul, con la rodilla por el suelo, no pasó desapercibida para los entendidos, que auguraron un futuro de éxitos al joven piloto. Entre esos entendidos estaban los responsables de Derbi, que lo ficharon para el Campeonato de Europa de 80 cc como compañero de Julián Miralles. El valenciano se llevó el título, aunque tuvo que hacer acopio de veteranía para pararle los pies al jovencísimo Álex, que al final fue tercero. "Cada carrera progresaba más y más. Al principio le ganaba con facilidad, pero era increíble la rapidez con la que aprendía", comentó Miralles al respecto. De hecho, esa misma temporada Crivillé logró su primera victoria internacional, nada menos que en el circuito neerlandés de Assen, y subió al podio en su única participación mundialista, en el circuito de Jerez. Todo una premonición de lo que se avecinaba.

### Campeón del mundo de 125 cc en 1989
Está claro que el Europeo no es el marco ideal para Álex, que aspira a más altas metas. Al año siguiente se concentra en el Mundial, junto a Jorge Martínez 'Aspar'. Participa en dos categorías: 80 cc, en la que logra el subcampeonato mundial, y 125 cc. Tiene claro, en cualquier caso, que lo suyo son las cilindradas superiores. "Mejor cuanto más grandes", declarará al respecto. Sus deseos se ven cumplidos. En 1989 ficha por JJ Cobas para disputar el Mundial de 125 cc al completo. Los resultados no tardan en llegar: logra cinco victorias y, de paso, se convierte en ese momento en el más joven campeón del mundo de la historia. 
En 1990, ficha por el equipo Yamaha-Marlboro, regentado por Giacomo Agostini, para disputar el Mundial de 250 cc al lado de Luca Cadalora. Será una temporada difícil, con frecuentes caídas y retiradas, debidas tanto a su inexperiencia en la categoría, como a la falta de competitividad de su Yamaha. Pese a ello, Álex termina la temporada undécimo, con un quinto puesto como mejor resultado (en Hungría, entrando en meta a rueda de su jefe de filas Luca Cadalora). En 1991 vuelve a fichar por JJ Cobas, pero la inferioridad mecánica (disponía de un motor Honda RS "kit A", inferior a los oficiales) le impedirá brillar en el Mundial del 'cuarto de litro'; terminará decimotercero, con un quinto puesto en Brno como mejor resultado.

### El salto a 500 cc
Y, por fin, en 1992, salta a la categoría de 500 cc de la mano de Honda y como único piloto del equipo de Sito Pons, que había decidido 'colgar las botas' al final de la temporada anterior. Crivillé sorprenderá a propios y extraños con su progresión, ya que ya en el tercer gran premio de la temporada, disputado en Malasia, consigue subir al podio, acompañado en los peldaños superiores por dos 'monstruos' del calibre de Doohan y Rainey. Pero no terminarán aquí las alegrías, ya que dos meses después, en el mítico trazado neerlandés de Assen, se convierte en el primer piloto español que logra una victoria en la 'cilindrada reina'. Era el 27 de junio de 1992. Termina la temporada en octava posición, lo que hace presagiar grandes éxitos para 1993. No será así. Crivillé alterna grandes actuaciones, como los terceros puestos que logra en Jerez y Holanda, con resultados mediocres y alguna que otra caída. Kevin Schwantz es ese año el campeón y Crivillé vuelve a ser octavo.

### Al lado de Doohan
Álex ve claro que para aspirar al título tiene que disponer de material de primer nivel, y por ello deja el equipo de Sito Pons para pasar al de HRC, posteriormente Repsol Honda Team, junto a Doohan e Shinichi Itoh. Será la primera vez que corra junto al todopoderoso Doohan, al fin recuperado de las gravísimas lesiones que sufrió en el G.P. de Holanda de 1992. Esta relación marcará, sin duda, la trayectoria deportiva de Crivillé, que aprenderá y sufrirá al lado de uno de los mejores pilotos de la historia. En esta temporada, que Álex comienza sin haber podido realizar una buena pretemporada, debido a que su fichaje por HRC tardó en concretarse, logra tres terceros puestos (en Austria, Holanda y Francia). El título será para Doohan, el primero de su larga serie; segundo será Luca Cadalora, tercero John Kocinski, cuarto Kevin Schwantz, quinto Alberto Puig y sexto Crivillé.

### Un piloto más maduro (1995-1998)

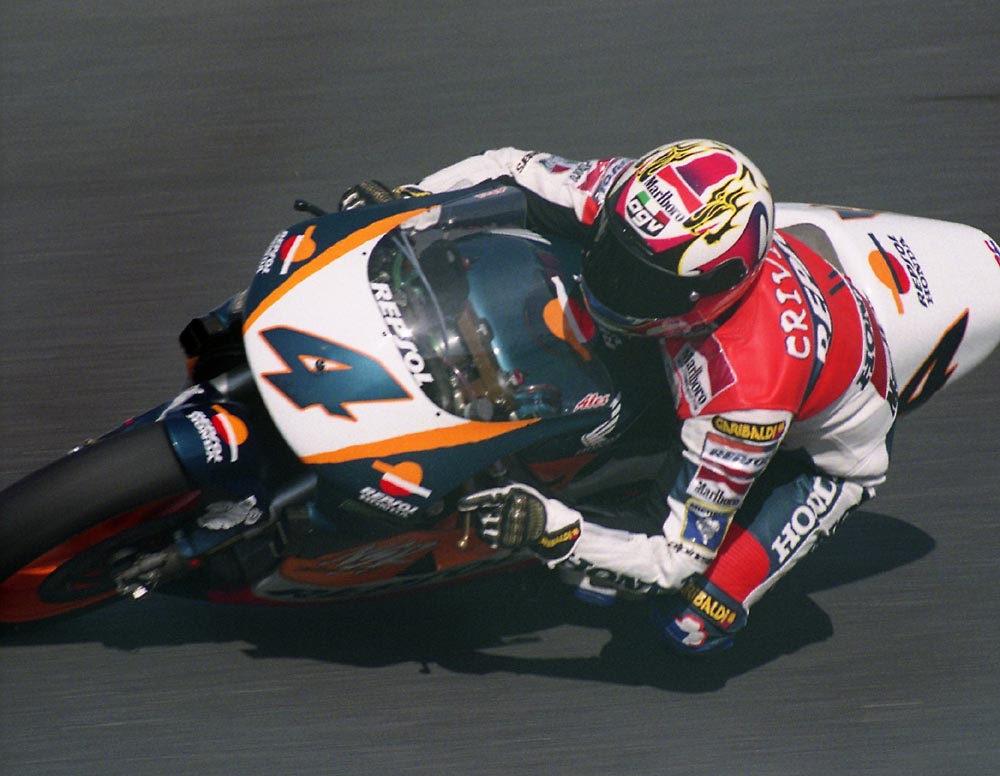
Àlex Crivillé en el GP de Japón de 1996

Álex Crivillé se ha convertido en un piloto maduro. Lleva ya tres temporadas en el Mundial de 500 cc y sabe lo que es trabajar con los mecánicos y técnicos de la marca número uno, Honda. No es extraño que los resultados sean mucho mejores en 1995. Para empezar, logra su segunda victoria en la cilindrada, precisamente en el Gran Premio de Cataluña, ante su público; además, es segundo en su pista 'talismán', la 'catedral' de Assen, y tercero en Australia, Malasia, España e Inglaterra. Acaba la temporada cuarto, a solo 10 puntos de Cadalora, que es tercero. Por delante, los dos australianos que han llevado la voz cantante, Doohan y Beattie.
1996 es el año de la confirmación. Crivillé logrará levantar al público de sus asientos gracias a sus increíbles duelos con Doohan, que ve por primera vez cómo el de Seva es capaz de batirle en diferentes circuitos. La temporada será una toma y daca constante entre los dos colosos. Tras unos inicios titubeantes, Álex encadena una serie impresionante de podios -solo rotos por la caída sufrida en Jerez, a la que 'ayudó' en parte la invasión del público- hasta que en Austria llega la primera victoria, al imponerse a Doohan en la misma línea de meta. Dos semanas después, en Brno, el de Brisbane sufre otra derrota, al superarle Álex por solo 2 milésimas, la distancia más corta en toda la historia del Mundial. Doohan logra esta temporada su tercer título, pero Crivillé es segundo. El tercero, Cadalora, está a una eternidad.
1997 promete ser una repetición de la jugada, con Doohan y Crivillé luchando mano a mano por el título. Y así es en los primeros grandes premios, entre los que cabe mencionar el disputado en Jerez, donde el de Seva conquista una espectacular victoria. Pero las cosas empeorarán a partir de ahí, llegando a su punto más bajo en Assen. Allí, Álex se cae en los entrenamientos y se lesiona de gravedad una muñeca, perdiéndose varios grandes premios. Pese a todo, recupera la forma y concluye la temporada con una victoria en Phillip Island, precisamente delante de los seguidores de Doohan, que se va al suelo. Pese a todo, el australiano suma su cuarto título.
1998 es ya historia reciente. Biaggi, a los mandos de otra Honda oficial, se inmiscuye en el ya habitual duelo entre Doohan y Crivillé por el título. El de Seva, afectado por la reciente muerte de su padre, tiene una temporada de altibajos, en la que se alternan las victorias (en Jerez, una vez más, y Francia) con actuaciones mediocres y caídas. Al final del campeonato es tercero.

### Campeón del mundo de 500 cc en 1999
En 1999 Crivillé empezó la temporada con un tercero en Malasia y un cuarto en Japón, pero, tras la caída de su gran rival Doohan en Jerez, consiguió seis victorias (cuatro de ellas consecutivas) dos segundos puestos (consecutivos, en Alemania y Brno) y dos terceros, logrando el tan deseado título de 500cc en la penúltima prueba del campeonato en Brasil. A partir de ahí el rendimiento de Crivillé empeoró, logrando su última victoria en Francia y acabando noveno en el 2000 y octavo en 2001 (su última temporada).

### 2002: Retirada y vida posterior
A pesar de realizar la pretemporada con el equipo de Luis D'Antin, el Antena 3-Yamaha, apoyado con el patrocinio de Repsol, el 16 de febrero de 2002, anunció en una rueda de prensa celebrada en el circuito de Cheste su retirada temporal por problemas de salud (durante los dos años anteriores había sufrido desvanecimientos), concretamente por ataques de epilepsia. En el siguiente mes de mayo confirmó que su adiós era definitivo.

Como os podéis imaginar voy a anunciar mi retirada definitiva de las motos. Los que me conocéis sabéis que soy hombre de pocas palabras y lo que me gustaría trasmitir a la afición, a los miles de aficionados, es que para mí son los mejores del mundo".
Alex Crivillé

A pesar de su aparente timidez se trataba de un piloto con un gran carisma, lo cual le hizo mantener una relación muy especial con los aficionados y gozar de un cariño enorme por parte de estos. Hasta la temporada 2011 ejerció como comentarista en TVE junto a Ernest Riveras y Ángel Nieto. Desde 2014 retomó la labor de comentarista junto a Riveras, esta vez en el canal Movistar MotoGP dentro de la plataforma de pago Movistar TV.
En la presente temporada, Crivillé ha asumido el reto de dar el salto a una nueva plataforma, DAZN, en la que sigue siendo parte del equipo de Riveras y forma tándem con otro gran icono del motociclismo español como Carlos Checa.
En 2019, compitió en el Campeonato de Europa de raids formando parte de la selección española de hípica.

## Palmarés
| Temporada | Categoría                                    |
| 1986      | Campeón Criterium Sólo Moto                  |
| 1987      | Tercero Campeonato de Europa en 80cc (Derbi) |
| 1988      | Subcampeón en 80cc (Derbi)                   |
| 1989      | Campeón en 125cc (JJ Cobas)                  |
| 1996      | Subcampeón en 500cc (Honda)                  |
| 1999      | Campeón en 500 cc (Honda)                    |
| --------- | -------------------------------------------- |

## Premios, reconocimientos y distinciones
- Medalla de Plata de la Real Orden del Mérito Deportivo, otorgada por el Consejo Superior de Deportes (1994)[10]
- Medalla de Oro de la Real Orden del Mérito Deportivo, otorgada por el Consejo Superior de Deportes (2000)

## Resultados en el Campeonato del Mundo de Motociclismo
Sistema de puntuación desde 1969 hasta 1987:
| Posición | 1.º | 2.º | 3.º | 4.º | 5.º | 6.º | 7.º | 8.º | 9.º | 10.º |
| Puntos   | 15  | 12  | 10  | 8   | 6   | 5   | 4   | 3   | 2   | 1    |

Sistema de puntuación desde 1988 hasta 1991:
| Posición | 1.º | 2.º | 3.º | 4.º | 5.º | 6.º | 7.º | 8.º | 9.º | 10.º | 11.º | 12.º | 13.º | 14.º | 15.º |
| Puntos   | 20  | 17  | 15  | 13  | 11  | 10  | 9   | 8   | 7   | 6    | 5    | 4    | 3    | 2    | 1    |

Sistema de puntuación en 1992:
| Posición | 1.º | 2.º | 3.º | 4.º | 5.º | 6.º | 7.º | 8.º | 9.º | 10.º |
| Puntos   | 20  | 15  | 12  | 10  | 8   | 6   | 4   | 3   | 2   | 1    |

Sistema de puntuación de 1993 hasta 2022:
| Posición | 1.º | 2.º | 3.º | 4.º | 5.º | 6.º | 7.º | 8.º | 9.º | 10.º | 11.º | 12.º | 13.º | 14.º | 15.º |
| Puntos   | 25  | 20  | 16  | 13  | 11  | 10  | 9   | 8   | 7   | 6    | 5    | 4    | 3    | 2    | 1    |

### Carreras por año
(Las Carreras en negrita indica pole position, las Carreras en cursiva indica vuelta rápida)
| Año  | Cat.  | Equipo              | Moto            | 1       | 2       | 3       | 4       | 5       | 6       | 7       | 8       | 9       | 10      | 11      | 12      | 13      | 14      | 15    | 16      | Ptos. | Pos. | Vic. |
| ---- | ----- | ------------------- | --------------- | ------- | ------- | ------- | ------- | ------- | ------- | ------- | ------- | ------- | ------- | ------- | ------- | ------- | ------- | ----- | ------- | ----- | ---- | ---- |
| 1987 | 80cc  | Derbi               | Derbi 80        | ESP 2   | ALE -   | NAC -   | AUT -   | YUG -   | NED Ret | GBR -   | CHE -   | RSM -   | POR Ret |         |         |         |         |       |         | 12    | 11.º | 0    |
| 1988 | 80cc  | Derbi               | Derbi 80        | ESP 3   | EXP 3   | NAC 4   | ALE 2   |         | NED Ret |         | YUG 3   |         |         |         | CHE 3   |         |         |       |         | 90    | 2.º  | 0    |
| 1988 | 125cc | Hummel              | Hummel 125      | ESP -   |         | NAC -   | ALE -   | AUT -   | NED -   | BEL Ret | YUG -   | FRA DNQ | GBR 9   | SUE 21  | CHE 17  |         |         |       |         | 7     | 31.º | 0    |
| 1989 | 125cc | JJ Cobas            | Cobas-Rotax 125 | JAP DNS | AUS 1   | ESP 1   | NAC Ret | ALE 1   | AUT 3   | NED 2   | BEL Ret | FRA 2   | GBR 2   | SUE 1   | CHE 1   |         |         |       |         | 166   | 1.º  | 5    |
| 1990 | 250cc | Marlboro-Yamaha     | TZ250           | JAP -   | USA Ret | ESP 7   | NAC Ret | ALE 11  | AUT Ret | YUG 7   | NED Ret | BEL Ret | FRA 8   | GBR 8   | SUE 9   | CHE 7   | HUN 5   | AUS 6 |         | 76    | 11.º | 0    |
| 1991 | 250cc | JJ Cobas            | Cobas Honda 250 | JAP Ret | AUS Ret | USA 9   | ESP Ret | ITA Ret | ALE 7   | AUT 9   | EUR Ret | NED Ret | FRA 9   | GBR Ret | RSM Ret | CHE 5   | LMA Ret | MAL 6 |         | 51    | 13.º | 0    |
| 1992 | 500cc | Campsa-Pons Honda   | NSR500          | JAP Ret | AUS 7   | MAL 3   | ESP Ret | ITA 8   | EUR Ret | ALE 4   | NED 1   | HUN DSQ | FRA Ret | GBR Ret | BRA 6   | RSA 7   |         |       |         | 59    | 8.º  | 1    |
| 1993 | 500cc | Marlboro-Pons Honda | NSR500          | AUS 6   | MAL 5   | JAP 5   | ESP 3   | AUT Ret | ALE 4   | NED 3   | EUR Ret | RSM Ret | GBR Ret | CZE 8   | ITA 6   | USA 7   | FIM 4   |       |         | 117   | 8.º  | 0    |
| 1994 | 500cc | HRC Honda           | NSR500          | AUS 6   | MAL 8   | JAP 7   | ESP 5   | AUT 3   | ALE 4   | NED 3   | ITA Ret | FRA 3   | GBR 6   | CZE 4   | USA -   | ARG 7   | EUR 4   |       |         | 144   | 6.º  | 0    |
| 1995 | 500cc | Repsol Honda Team   | NSR500          | AUS 3   | MAL 3   | JAP Ret | ESP 3   | ALE 4   | ITA 5   | NED 2   | FRA Ret | GBR 3   | CZE 6   | RIO 6   | ARG 4   | EUR 1   |         |       |         | 166   | 4.º  | 1    |
| 1996 | 500cc | Repsol Honda Team   | NSR500          | MAL Ret | IDN 4   | JAP 2   | ESP Ret | ITA 2   | FRA 2   | NED 2   | ALE 3   | GBR 2   | AUT 1   | CZE 1   | IMO 2   | CAT 3   | RIO 2   | AUS 6 |         | 245   | 2.º  | 2    |
| 1997 | 500cc | Repsol Honda Team   | NSR500          | MAL 2   | JAP 2   | ESP 1   | ITA 4   | AUT 5   | FRA 4   | NED -   | IMO -   | ALE -   | RIO -   | GBR -   | CZE 4   | CAT 3   | IDN 3   | AUS 1 |         | 172   | 4.º  | 2    |
| 1998 | 500cc | Repsol Honda Team   | NSR500          | JAP 4   | MAL 4   | ESP 1   | ITA 3   | FRA 1   | MAD 5   | NED 6   | GBR 4   | ALE 3   | CZE 2   | IMO 2   | CAT Ret | AUS 3   | ARG Ret |       |         | 198   | 3.º  | 2    |
| 1999 | 500cc | Repsol Honda Team   | NSR500          | MAL 3   | JAP 4   | ESP 1   | FRA 1   | ITA 1   | CAT 1   | NED Ret | GBR 1   | ALE 2   | CZE 2   | IMO 1   | VAL Ret | AUS 5   | RSA 3   | BRA 6 | ARG 5   | 267   | 1.º  | 6    |
| 2000 | 500cc | Repsol Honda Team   | NSR500          | RSA 5   | MAL Ret | JAP 6   | ESP 4   | FRA 1   | ITA Ret | CAT Ret | NED 2   | GBR 7   | ALE Ret | CZE 7   | POR 6   | VAL Ret | RIO 11  | PAC 6 | AUS Ret | 122   | 9.º  | 1    |
| 2001 | 500cc | Repsol Honda Team   | NSR500          | JAP 9   | RSA 6   | ESP 3   | FRA 5   | ITA 4   | CAT 11  | NED Ret | GBR 7   | ALE DNS | CZE 2   | POR Ret | VAL Ret | PAC 11  | AUS 11  | MAL 6 | RIO 7   | 120   | 8.º  | 0    |

## Videografía
- Crivillé. Historia de un campeón. del el Mundo Deportivo.[11]